# Fidias
Fidias (en griego: Φειδίας, Pheidías; Atenas, hacia 500 a. C.-Olimpia o Atenas, h. 431 a. C.) fue un famoso escultor de la Antigua Grecia.
Vivió en la época de Pericles, que fue su principal protector y le encargó la dirección de su gran proyecto de la reconstrucción de la Acrópolis de Atenas. Se encuadra en la etapa conocida como «primer clasicismo griego».
Sus obras más célebres fueron la estatua de la diosa Atenea del Partenón (Atenea Pártenos) y la estatua de Zeus en Olimpia, ambas de madera revestida con fragmentos de oro y marfil, que se convirtieron en modelos de perfección de la representación de divinidades, pero también se le atribuyen otras estatuas, tanto criselefantinas como de bronce o mármol, que gozaron de fama, como la Atenea Promacos y la Atenea Lemnia. Pese a que no se ha conservado ninguna estatua original segura de Fidias, algunas de sus obras se conocen a través de descripciones que realizaron autores de la Antigüedad y se han relacionado con estatuas de época romana que sí se han conservado y que se consideran copias de originales de Fidias, como el Apolo de Kassel, el Anadumeno Farnese o las numerosas Atenea Pártenos.

## Biografía
Se conocen pocos detalles de la vida de Fidias puesto que las principales fuentes de datos para la reconstrucción de su existencia, Plinio, Plutarco y Pausanias, escribieron varios siglos después de su muerte. Pausanias cita la frase que se hallaba en una de sus obras, la estatua de Zeus en Olimpia:

Fidias, hijo de Cármides, ateniense, me hizo.
Pausanias V,10,2.

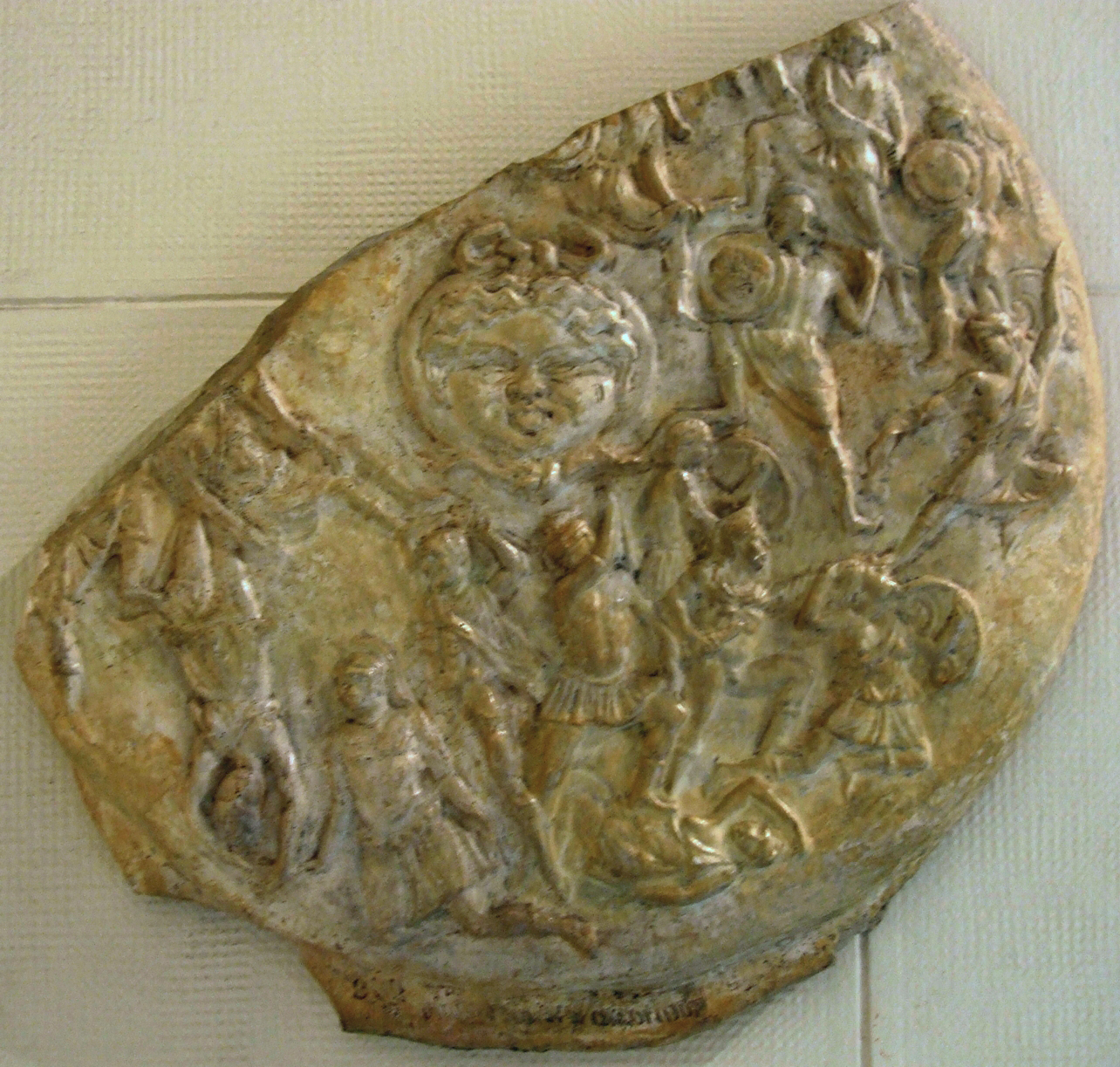
Copia del escudo de Atenea Pártenos donde figura el supuesto autorretrato de Fidias. Moscú, Museo Pushkin

Se estima que su nacimiento se produjo hacia el año 500 a. C., aunque se desconoce la fecha exacta. Según Plinio el Viejo, se había formado como pintor. Se considera que su maestro como escultor habría sido Agéladas de Argos y, según Dion Crisóstomo, también Hegias.
Al parecer, su actividad artística empieza en torno al 470 a. C. De su vida se sabe poco más aparte de sus obras. Plinio el Viejo dice que floreció en la Olimpiada 83.ª (448-445 a. C.) y cita contemporáneos suyos hasta la Olimpiada 90.ª. Menciona como alumnos suyos a Alcámenes, Colotes y Agorácrito. Pausanias cita también a Agorácrito, que fue su erómeno. Otro amado, incluso más estrechamente relacionado con el escultor, fue Pantarkes, un joven eleo y ganador del combate de lucha juvenil en las 86.as Olimpiada en 436 a. C. Pausanias informa de una tradición según la cual el chico fue el modelo para una de las figuras esculpidas en el trono del Zeus Olímpico. Otra tradición, narrada por Clemente de Alejandría, presenta a Fidias tallando «Kalos Pantarkes» («Pantarkes es guapo») en el dedo corazón del dios.
Fue llamado por Pericles para dirigir, a partir del 447 a. C., los trabajos de la reconstrucción del Partenón en la Acrópolis de Atenas. Su amistad con Pericles, según Plutarco, le atrajo envidias de tal manera que de él se rumoreaba que facilitaba sus encuentros amorosos al tirano presentándole a las mujeres libres que acudían a ver las obras.
El escultor fue acusado por enemigos de su protector Pericles de quedarse con parte del oro destinado a la estatua de Atenea, y de haber incluido su retrato y el de Pericles en el escudo de la diosa. Plutarco indica que fue condenado por estas acusaciones y que habría muerto en la cárcel en Atenas de enfermedad o envenenado. Sin embargo, un escolio de La Paz de Aristófanes que cita a Filócoro indica que el proceso y exilio a Élide habría tenido lugar en el 438-37 a. C. y que habría muerto allí en el 432 a. C. Algunos historiadores modernos creen que pudo haber ido a Élide en el 438-37 y luego haber vuelto a Atenas, donde habría sido acusado y condenado en el 432 y habría muerto en la cárcel, mientras otros opinan que debió haber sido condenado en el 433/2, momento en el que partió al exilio hacia Élide, donde habría muerto en fechas que oscilarían entre el 430 y el 420 a. C., tras otra acusación de sus enemigos con respecto a la estatua de Zeus de Olimpia.

## Contexto y estilo

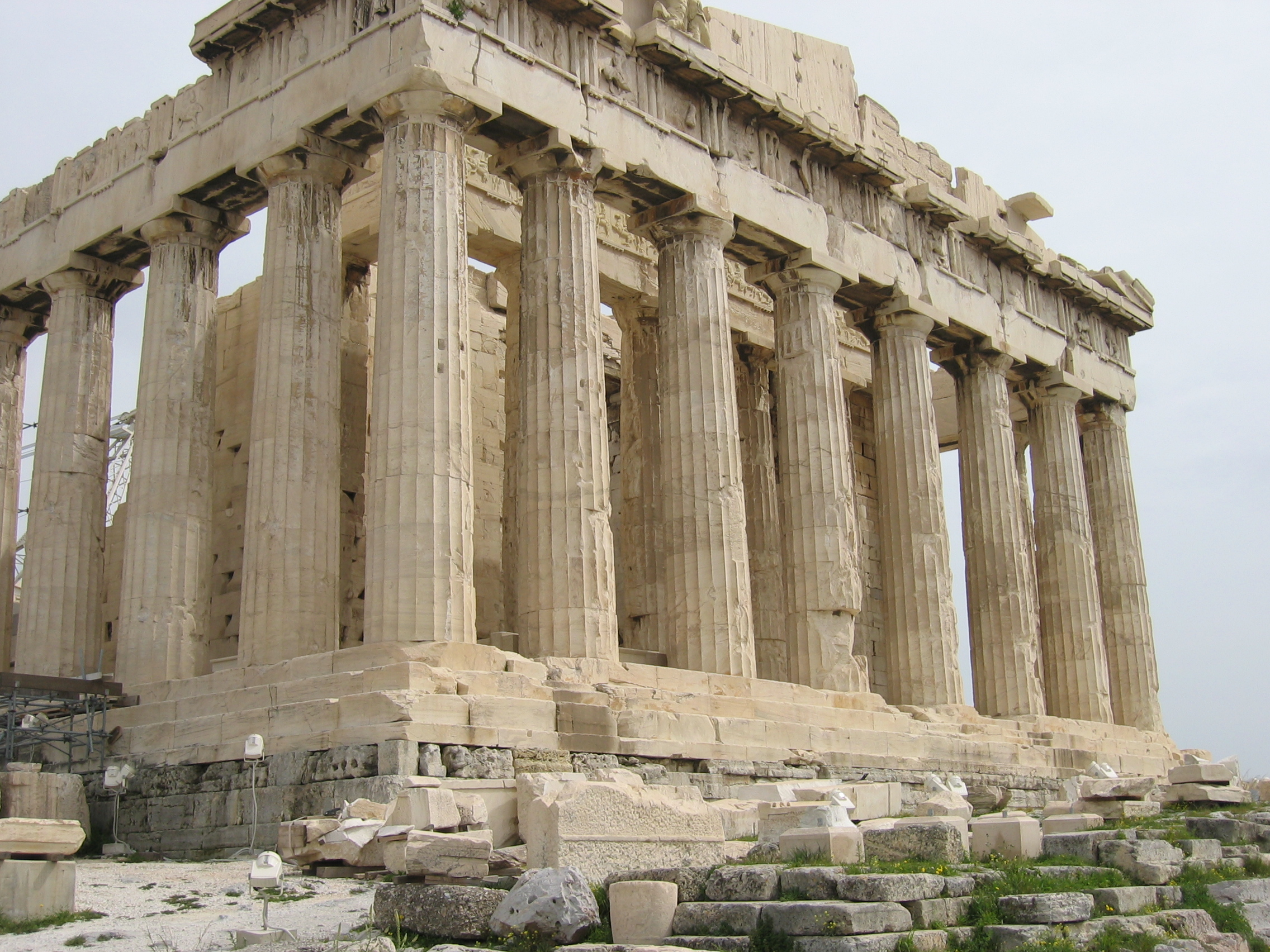
Se considera que el templo del Partenón fue concebido por Fidias, pese a ser construido por los arquitectos Ictino y Calícrates.

Fidias vivió en el llamado Siglo de Pericles, un periodo de intensa actividad política, militar y cultural en Atenas. La democracia se consolidó como una forma de gobierno racional, liberal y equilibrada, esencialmente humanista y completamente opuesta al totalitarismo encarnado por los persas, que se encontraban en guerra con los griegos (guerras médicas), desde mediados del siglo VI a. C., hasta la victoria de los griegos en 479 a. C., en la Batalla de Platea. Con la ascensión al poder de Pericles en 460 a. C., el enfoque cambió, y se selló una paz duradera con los persas con el fin de concentrar sus fuerzas para combatir la rivalidad de Esparta, a expensas de sus aliados en la Liga de Delos. Tales eventos dieron lugar a una reorientación en el programa de edificaciones civil y conmemorativos en la ciudad griega, debido a que los persas saquearon y destruyeron monumentos y templos en 480 a. C. (un año antes de que terminaran las guerras médicas). De inicio, los edificios fueron dejados deliberadamente en ruinas, pero la paz con los antiguos enemigos permitió una revisión de la política, y parecía natural que la ciudad fuese restaurada, especialmente sus santuarios en la Acrópolis, como la forma de expresión de su posición política dominante y como una señal de gratitud de Atenea, la diosa tutelar del Ática. Para administrar ese impulso constructivo Fidias fue contratado como el supervisor general de las obras.
Fidias se encontró con la escultura griega cuando esta atravesaba rápidos y profundos cambios, y él fue uno de los principales motores para dicho proceso. Los antecedentes de este cambio provenían de la escultura arcaica, que tenía estilo formalista y riguroso privilegiando convenciones generalistas y abstractas. Estos convenios se mantuvieron inalterables por al menos doscientos años, a causa de la jerarquización estática de la sociedad y se mantuvo más allá de la representación de las peculiaridades anatómicas naturalistas. Con los arcaicos se comenzó a relacionar la belleza física con la virtud moral (Kalokagathia), y en la tipología de Kurós, la parte más importante de esa fase, el orgullo aristocrático y la confianza en sí mismo al igual que el coraje guerrero y el espíritu en grupo, se encontraban en un auge expresivo. Alrededor del siglo V a. C., el rigor arcaico comenzó a disolverse debido a causas aún desconocidas, naciendo entonces el denominado Estilo severo o pre-clásico, en vista de la decadencia de la sociedad oligárquica y aristocrática que habían servido como justificación, al igual que el florecimiento del sistema democrático, donde los propósitos colectivos coincidían aferradamente a los individuales. El Estilo severo dio lugar a un nuevo énfasis en el individuo, colocándolo en el centro del universo (algo parecido al antropocentrismo y al humanismo), realizando representaciones del cuerpo humano para disolver las abstracciones formales arcaicas y dando origen a un estilo más cercano a la naturaleza. A mediados del siglo V a. C. Mirón, Policleto y Fidias entraron en escena reformulando definitiva y completamente el canon de las proporciones arcaicas y fundando el Clasicismo escultórico, retratando el cuerpo de una manera más naturalista, pero buscando en él una reflexión colectiva de los valores morales.

## Obras

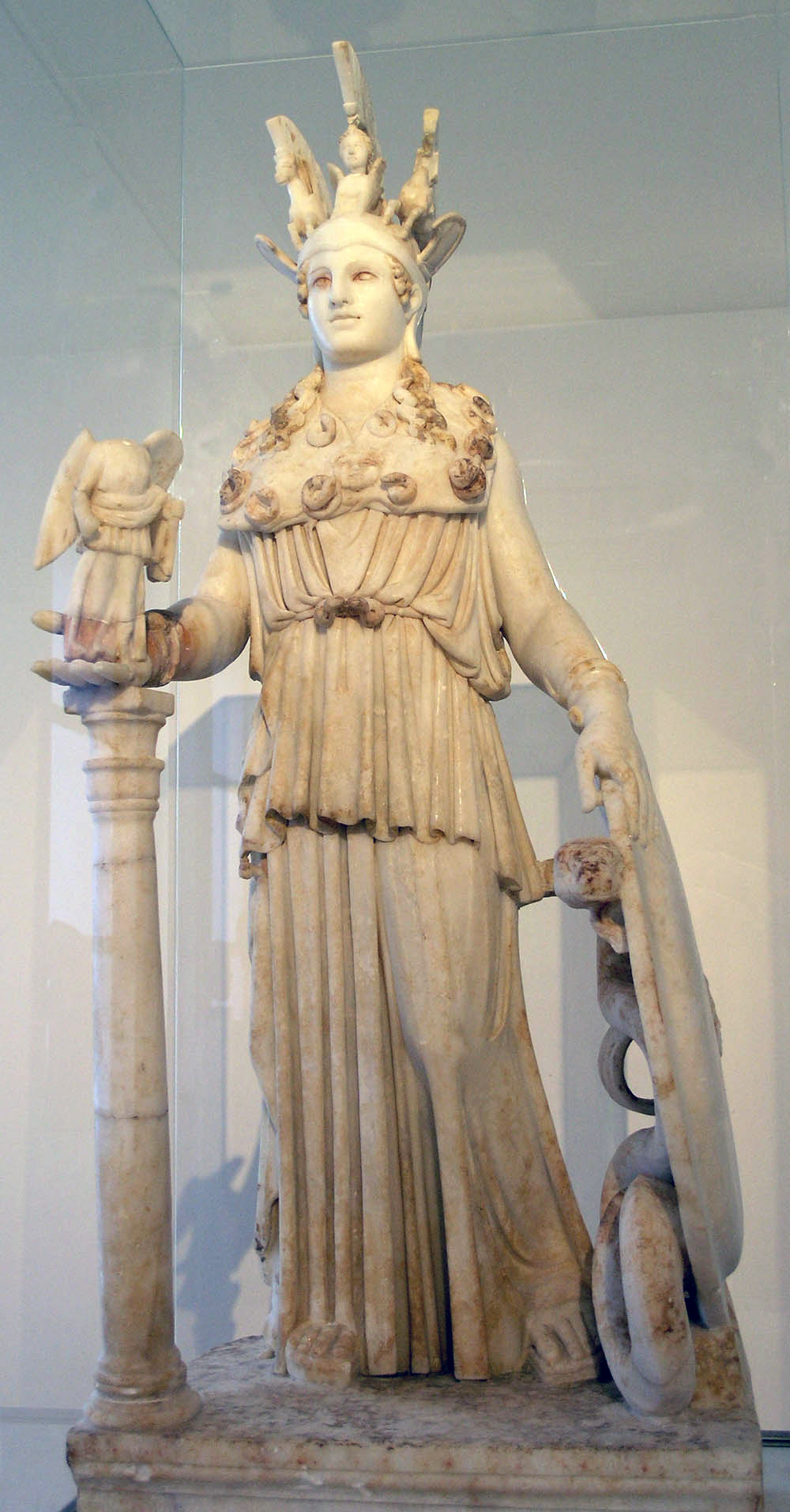
La Atenea Varvakeion, copia de Atenea Pártenos, Museo Arqueológico Nacional de Atenas

Fidias trabajó materiales diversos como oro, marfil, bronce, mármol y madera. Fue el primer escultor griego en realizar estatuas colosales. No se ha conservado ninguna de sus obras pero hay numerosas estatuas de la época romana que son consideradas copias, aunque a menudo dudosas, de sus originales. Las obras que le fueron atribuidas y algunos detalles sobre ellas también se conocen a través de descripciones realizadas por autores antiguos.
En el Partenón
En cuanto en su relación con la reconstrucción de la Acrópolis de Atenas que se llevó a cabo entre 447 y 432 a. C., la crítica moderna tiende a considerar su participación como supervisor artístico de los edificios de la Acrópolis, y más concretamente del Partenón, lo que implicaría la autoridad sobre todos los arquitectos y artesanos que participan en los proyectos y responsables de la ejecución de las obras de decoración, que representa de todos modos una enorme carga de trabajo. Con seguridad, sin embargo, solo se conoce a través de los textos antiguos que había sido contratado para crear una gigantesca estatua de Atenea, que se instalará en el Partenón.
Esta fue la estatua criselefantina de Atenea Pártenos, que habría sido terminada en el 438 a. C., y a la que Plinio atribuía una medida de 26 codos (unos 12 metros).
Estatua de Zeus en Olimpia

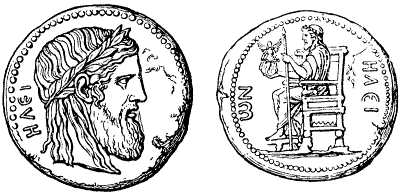
Dibujo de moneda de Élide de época de Adriano con la representación de la silueta de Zeus Olímpico

Gran parte de la fama universal de Fidias fue derivada de la creación de la estatua de Zeus Olímpico, instalada en el templo de Zeus en Olimpia y considerada una de las siete maravillas del mundo antiguo. Las antiguas descripciones dicen que la estatua fue diseñada en una posición sentada, pero sus dimensiones exactas no fueron transmitidas a la posteridad. La tradición dice que era tan grande que si se levantase se llevaría consigo el techo del templo; se estima que medía, al igual que la Atenea Pártenos, unos 12 m. Estaba revestida de oro y marfil y parte estaba pintada. Llevaba una corona de ramos de olivo en la cabeza. Sobre la mano derecha había una imagen de Niké coronada y llevando una cinta, mientras con su mano izquierda sostenía un cetro adornado con varios metales, en cuyo extremo había un águila. En su vestidura de oro habían sido pintadas figuras de animales y flores, especialmente lirios. El trono estaba cubierto con incrustaciones de oro, marfil, ébano y piedras preciosas, tenía relieves y representaciones pictóricas. Las pinturas habían sido realizadas por Paneno.
Pausanias informó que cuando Fidias terminó el trabajo oró a Zeus pidiéndole una señal si la obra fuera de su agrado, y en ese momento un rayo penetró en la apertura del techo del templo y dejó una marca que estaba cubierta con una hidria de bronce.
Con respecto a su cronología, tradicionalmente se ha creído que la estatua fue realizada con posterioridad a la de Atenea Pártenos, pero algunos historiadores opinan, en cambio, que las diferentes condiciones de iluminación de ambas esculturas en sus respectivos emplazamientos sugieren que Fidias trató de mejorar en la Atenea Pártenos la adaptación a su edificio con respecto al Zeus de Olimpia, y por tanto esta última podría ser anterior a la primera.
Atenea Promacos
La estatua de bronce de Atenea Promacos estaba situada al aire libre sobre un pedestal en la Acrópolis de Atenas. Según Pausanias, la punta de su lanza y la cresta de su yelmo era lo primero que veían los marineros al acercarse desde Sunio. Se cree que hacia el 450 a. C. esta colosal estatua estaba ya instalada en la acrópolis.
Atenea Lemnia

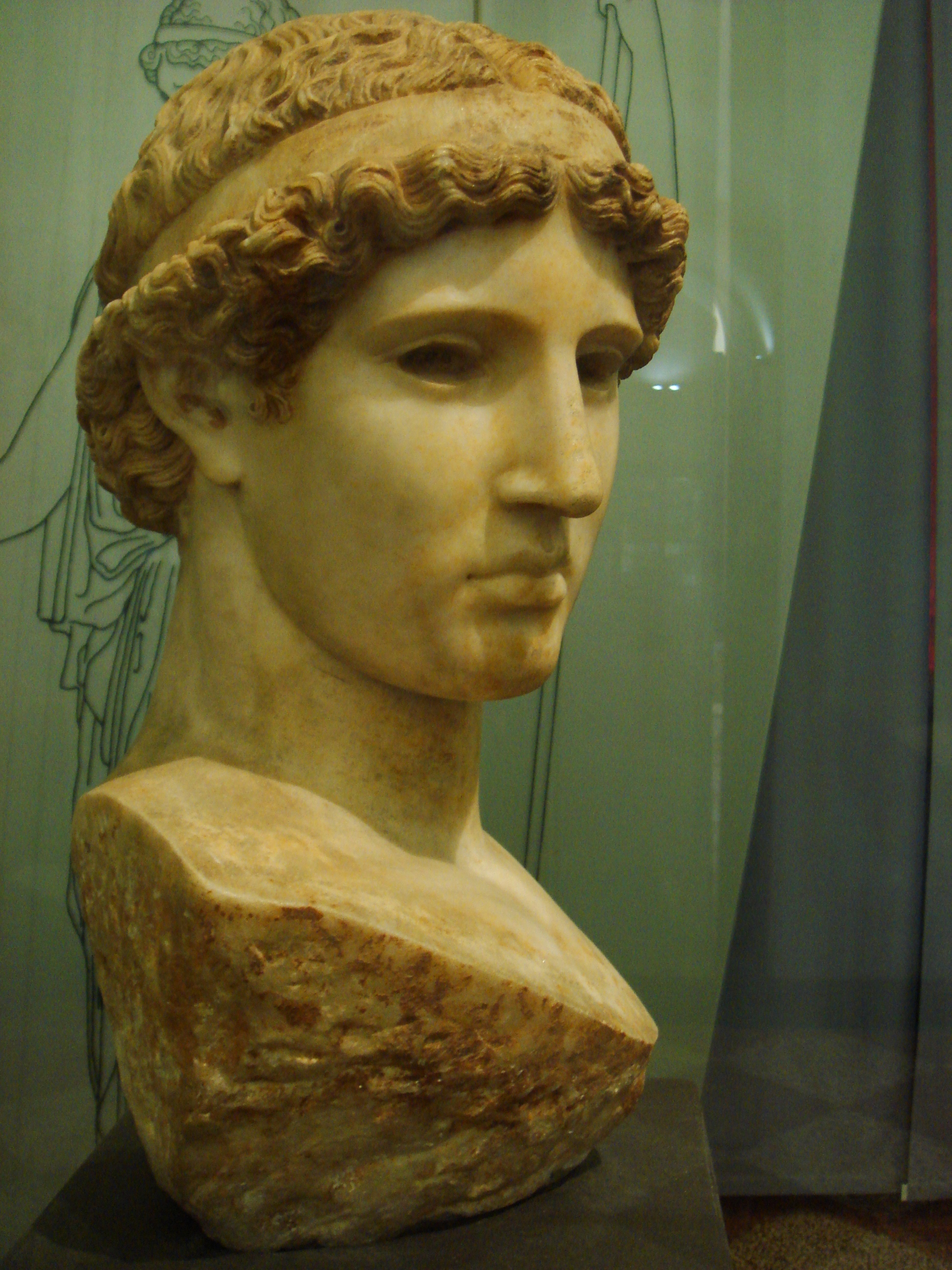
Copia romana de la cabeza de Atenea Lemnia, Museo Cívico Arqueológico de Bolonia

La estatua de Atenea Lemnia fue muy apreciada por autores griegos y romanos como Pausanias y Luciano. En los tiempos modernos Adolf Furtwängler trató de realizar una réplica de esta estatua a partir de una cabeza conservada en Bolonia y de un torso exhibido en Dresde. Esta reconstrucción ha sido generalmente aceptada, pero sigue siendo una conjetura.
Otras obras
Otras estatua atribuidas a Fidias en la Antigüedad eran:
- En Delfos:
  - Grupo escultórico de dioses y héroes ofrecido con el diezmo de lo obtenido en la Batalla de Maratón.[33]
- En Pelene (Acaya):
  - Atenea, criselefantina, en un templo de la diosa. Esta estatua se consideraba anterior a las de la Acrópolis de Atenas y a la de Platea.[34]
- En Platea:
  - Atenea Area, acrolítica, para el templo de la diosa.[35]
- En Atenas: 
  - Apolo Parnopio, de bronce, ubicado en la acrópolis.[36]
  - Afrodita Urania, de mármol de Paros, que se hallaba en un santuario del demo Cerámico.[37]
  - Madre de los Dioses, que se encontraba en otro santuario del Cerámico.[38]
- En Ramnunte:
  - Némesis, de mármol.[n. 2]
- En Éfeso:
  - una Amazona herida para el templo de Artemisa, realizada, según Plinio, en un concurso donde participaron también Policleto, Fradmón, Cidón y Cresilas.[39]
- En Olimpia:
  - Un niño atando una cinta en su cabeza (Anadúmeno).[40]
- En Élide:
  - Atenea, criselefantina para el templo de la diosa.[41]
  - Afrodita Urania, criselefantina.[42]
- En Tebas:
  - Atenea y Hermes en mármol en el templo de Apolo Ismenio.[43]
- En Roma:
  - Afrodita, en el Pórtico de Octavia.[44]
  - Atenea, en el templo de la Fortuna. Esta estatua había sido traída por Lucio Emilio Paulo Macedónico de Grecia.
  - Dos estatuas traídas por Cátulo, ubicadas también en el templo de la Fortuna.
  - Un desnudo de gran tamaño.[45]
- En Mégara:
  - Zeus, en el Olimpeo de Mégara, en colaboración con Teocosmo, que no llegó a ser concluido debido al inicio de la Guerra del Peloponeso.[46]

## El taller de Fidias

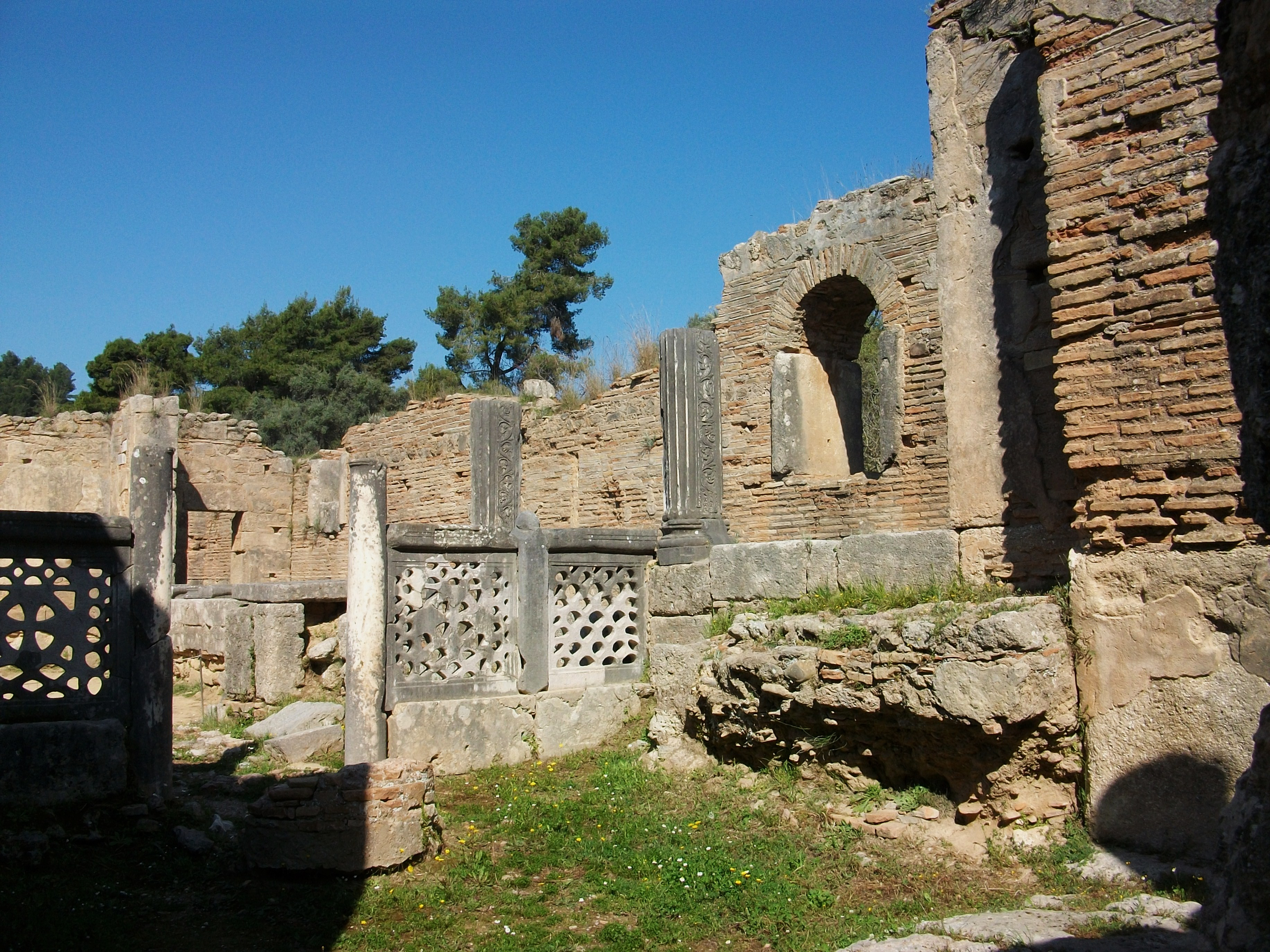
Interior del taller de Fidias de Olimpia

En Olimpia se conservan restos de un recinto que fue excavado a mediados del siglo XX y que ha sido identificado como el taller de Fidias que cita Pausanias como el lugar donde el artista realizó las piezas de la estatua de Zeus. Entre los objetos hallados en la excavación del recinto, que se exponen en el Museo Arqueológico de Olimpia, figuran herramientas, crisoles y un vaso con una inscripción en la base que indica que era propiedad de Fidias. El lugar fue más tarde ocupado por una basílica paleocristina.